# 1977 en république du Congo

## Gouvernement
- Président : Marien Ngouabi jusqu'à son assassinat le 18 mars ; Joachim Yhombi-Opango, président du Comité militaire du parti et chef de l'État à partir du 3 avril 1977
- Premier ministre jusqu'au 18 mars : Louis Sylvain-Goma ; à partir du 3 avril : premier vice-président du CMP, Denis Sassou-Nguesso, deuxième vice-président du CMP, Louis Sylvain-Goma, qui conserve son poste de Premier ministre

## Événements
- 18 mars : assassinat du président Marien Ngouabi ; dans la nuit, l'état-major révolutionnaire se dissout et crée le Comité militaire du parti (CMP) pour gérer la situation d'urgence, décision approuvée par le comité central du Parti congolais du travail
- 22 mars : assassinat du cardinal Émile Biayenda
- 25 mars : exécution de l'ancien président Alphonse Massamba-Débat, accusé d'être à l'origine du complot contre Marien Ngouabi, après un procès sommaire
- 3 avril : le colonel Joachim Yhombi-Opango est élu président du CMP et devient chef de l'État, Denis Sassou-Nguesso et Louis Sylvain-Goma sont vice-présidents
- 3 septembre : expulsion des étrangers en situation irrégulière, qui touche environ 5 000 personnes
- 16 novembre : reprise des relations diplomatiques entre la république du Congo et les États-Unis

## Décès
- 18 mars : Marien Ngouabi (assassiné)
- 22 mars : Émile Biayenda (assassiné)
- 25 mars : Alphonse Massamba-Débat (exécuté)